# Pheroliodes pellitus
Pheroliodes pellitus är en kvalsterart som beskrevs av Adilson D. Paschoal 1987. Pheroliodes pellitus ingår i släktet Pheroliodes och familjen Pheroliodidae. Inga underarter finns listade i Catalogue of Life.